# 夜光 (遊戲)
夜光，是由STORIA和酷思特所製作的文字冒險遊戲，2018年6月16日正式透過Steam商店在Microsoft Windows平台發行。前導漫畫由F負責。

## 遊戲內容
該遊戲作品使用灰暗色調來講述階級與衝突的故事，遊戲內部含有調查系統以及多重選項的要素，玩家的選擇將會影選遊戲的結局走向，是一款擁有七種結局的多重結局文字冒險遊戲。遊戲中玩家會扮演一名家境富裕，在回家路途中遭遇綁架，名為江皓辰的男主角，玩家必須在陌生的房間以及綁匪的脅迫下尋找逃生方案，並同時揭開持刀的神祕少女以及協助看管江皓辰的沉默少女等兩名少女的身世與目的。

## 角色

### 主角
江皓辰
本作男主角，回家路途遭遇綁架，在陌生的破舊房間中，雙手遭到綑綁無法動彈。父親是知名的企業董事長，因此養成他早熟獨立的個性，在被綁架的情況下仍可冷靜面對，並想出逃脫方案。
神秘女子
江皓辰醒來後第一位見到的人，負責看守他與聯繫家屬。個性強勢，常常出言譏諷甚至使用暴力，對資產階級抱有敵意的原因不明，但對待親友時帶有溫柔的一面。
少女
受人唆使協助看管江皓辰的黑髮女孩，目測年紀不過十四五歲，總是安靜地低著頭，對江皓辰抱有警戒，迴避掉所有不想回覆的問題，即便對自己的作為感到不安，卻仍然遵從神祕女子的指示。該少女與神祕少女之間的關係是個謎團。

## 外部網站
- 《夜光》遊戲官方網站 （页面存档备份，存于）